# Casuarius
Casuarius Brisson, 1760 è un genere di uccelli della famiglia Casuariidae. I casuari sono incapaci di volare e fanno parte di un gruppo di uccelli, quasi tutti di grandi dimensioni, chiamati ratiti, come lo struzzo, l'emù, il moa (ora estinto) e il piccolo kiwi.
Sono nativi delle foreste tropicali della Nuova Guinea (Papua Nuova Guinea e Indonesia), Nusa Tenggara Orientale, le isole Molucche e l'Australia nord-orientale. I casuari apparvero per la prima volta durante il Pliocene inferiore, circa 5 milioni di anni fa.
I casuari si nutrono principalmente di frutta, ed altri elementi vegetali, tra cui germogli e semi, funghi, integrando nella loro dieta anche piccoli invertebrati e piccoli vertebrati. I casuari sono molto diffidenti nei confronti degli umani e se provocati sono in grado di infliggere gravi lesioni, anche mortali, sia agli animali domestici che alle persone. Per questo è stato spesso etichettato come "l'uccello più pericoloso al mondo".

## Descrizione

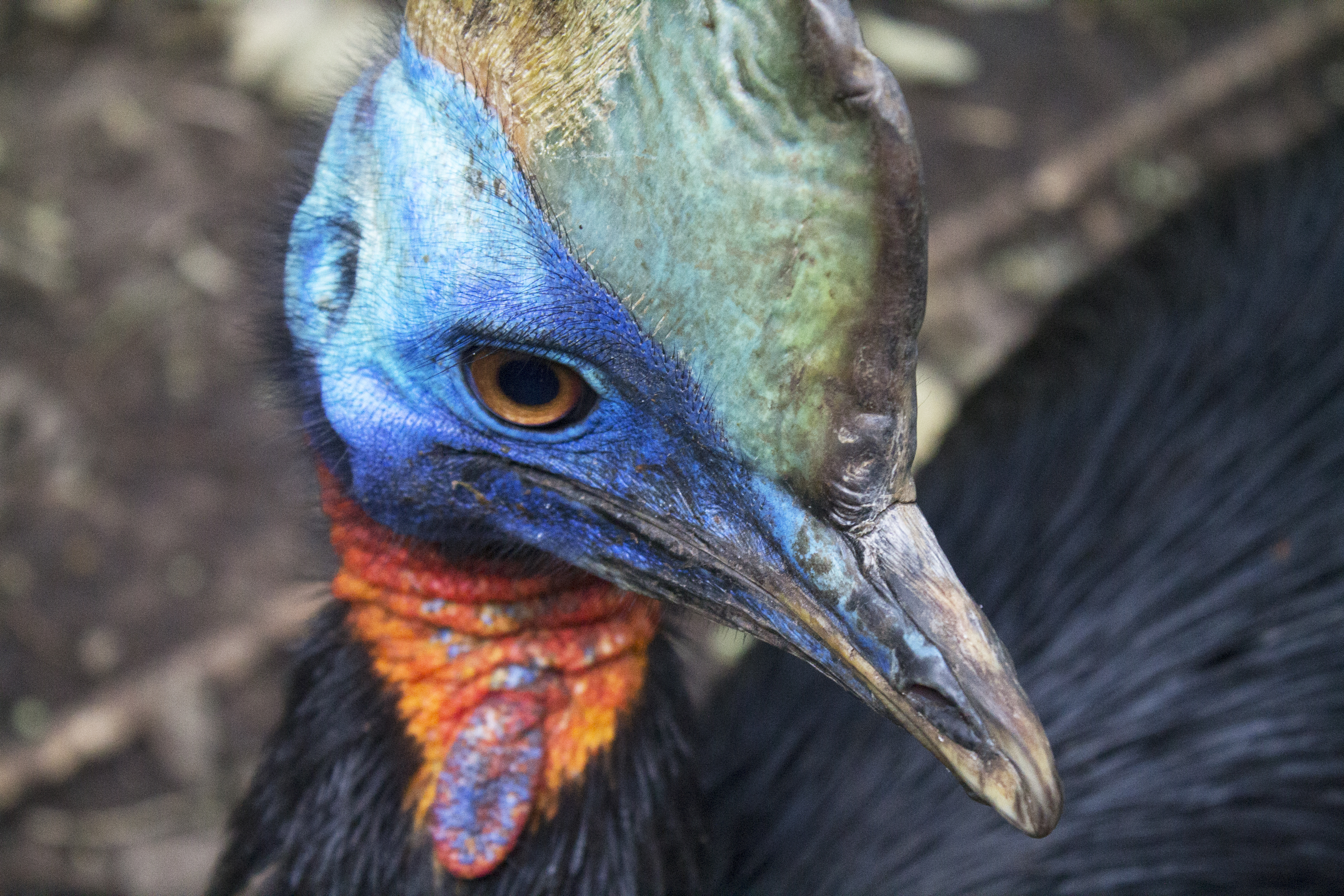
Primo piano di un casuario uniappendicolato, al Bandung Zoo, Indonesia

Normalmente, tutti i casuari sono uccelli timidi che vivono nella foresta più profonda, in grado di scappare e scomparire nella giungla ancor prima che una persona si accorga della loro presenza. Tuttavia, le abitudini del casuario australiano delle foreste pluviali dell'estremo nord del Queensland non sono ben studiate, e quelle del casuario di Bennett e del casuario uniappendicolato lo sono ancora di meno.
Le femmine sono più grandi e più colorate dei maschi. I casuari australiani adulti sono alti da 1,5 a 1,8 metri, sebbene alcune femmine possano raggiungere i 2 metri d'altezza, e pesare fino a 58,5 kg.
Tutti i casuari hanno piume costituite da un fusto e barbule sciolte, e non possiedono rectrici (le piume di coda) o uropigi. I casuari hanno ali vestigiali molto piccole che supportano da 5-6 remiganti, che tuttavia sono ridotte ad aculei rigidi e cheratinosi, simili agli aculei degli istrici. La furcula e la coracoide sono degenerate e le loro ossa palatali e sfenoidi si toccano. Si pensa che questi, insieme alla loro forma del corpo a cuneo, siano adattamenti per muoversi all'interno delle fitte foreste, facendosi strada tra le fronde, permettendo loro di correre rapidamente attraverso la foresta pluviale.
I casuari possiedono zampe con tre dita dotate di artigli affilati. Il secondo dito, quello interno in posizione mediale, sfoggia un artiglio simile a un pugnale che può raggiungere i 125 millimetri. Questo artiglio è particolarmente temibile poiché viene usato come principale arma da questi animali quando si sentono minacciati, sferrando potenti calci a persone o animali con le loro potenti zampe. Grazie alle loro lunghe zampe sono anche in grado di correre fino a 50 km/h attraverso la fitta vegetazione e possono saltare fino a 1,5 metri. Sono anche abili nuotatori, in grado di attraversare ampi fiumi e di nuotare nel mare.

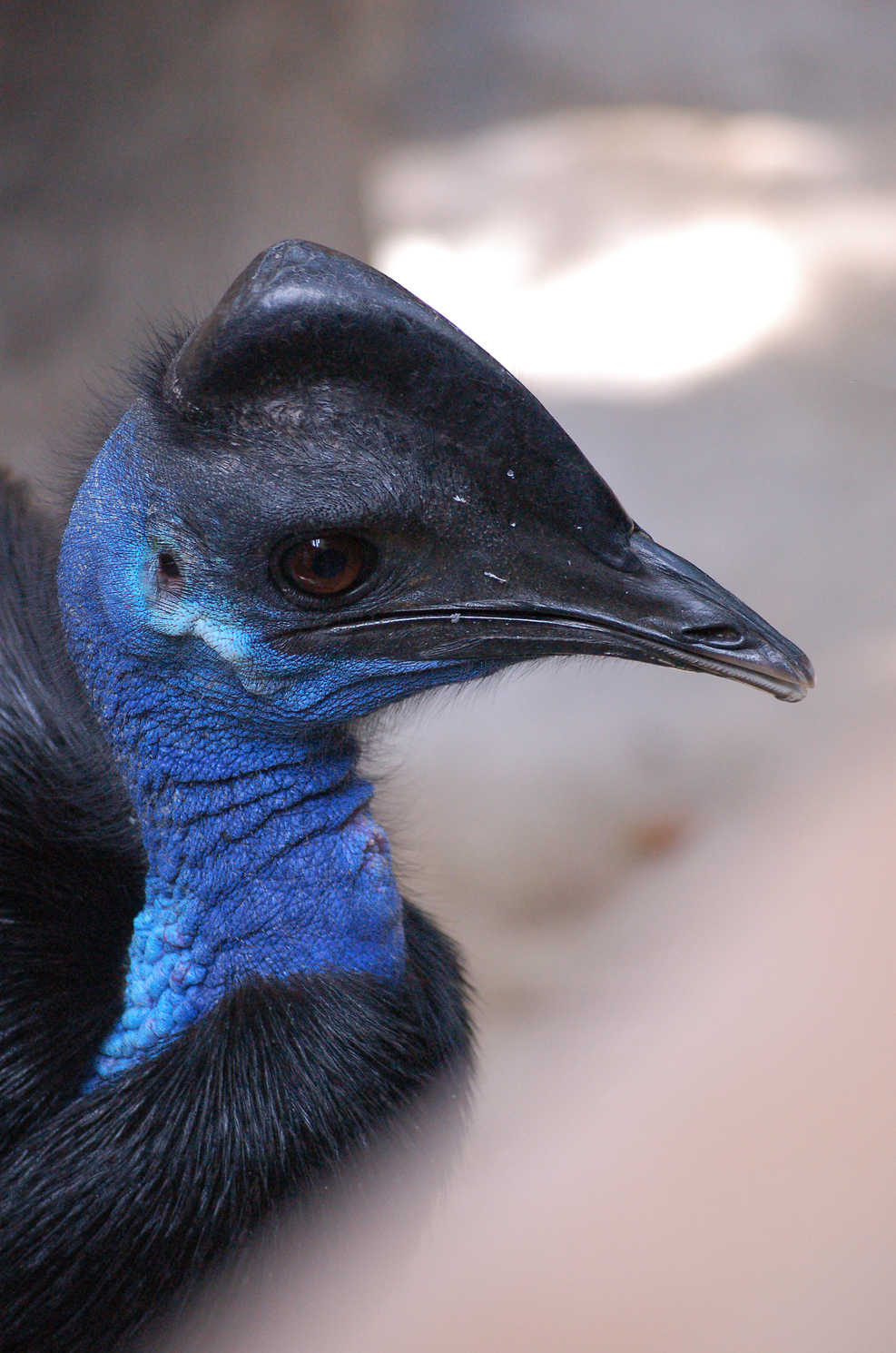
Primo piano un casuario di Bennett, al Avilon Zoo, Filippine

Una delle caratteristiche più note e che accomuna tutte e tre le specie di casuari è la curiosa cresta ossea, ricoperta di cheratina, a forma di casco sul capo di questi uccelli, che cresce con l'età. Queste creste possono raggiungere fino a 18 centimetri di lunghezza, a seconda della specie. La specie Casuarius casuarius presenta la cresta più grande, mentre la specie Casuarius bennetti presenta la cresta più piccola (a forma di triangolo), con Casuarius unppendiculatus che presenta una cresta intermedia tra le due. Contrariamente a quanto pensato originariamente, l'interno cavo della cresta è attraversato da sottili fibre che si ritiene abbiano una funzione acustica. Sono state proposte diverse funzioni per questa cresta. Una di queste è che sia un display sessuale secondario. Altre funzioni suggerite includono il suo utilizzo per spostare la vegetazione del sottobosco mentre l'animale si muove nella fitta vegetazione, come arma durante le dispute territoriali o per spostare le foglie cadute durante la ricerca del cibo. Queste ultime tre ipotesi sono state contestate dal biologo Andrew Mack, la cui osservazione personale suggerisce che la cresta amplifichi i suoni profondi.
Precedenti ricerche indicano che questi uccelli abbassano la testa quando corrono "inclinandosi completamente nella vegetazione, spazzando via rami e fitta vegetazione. La cresta a forma casco contribuirebbe a proteggere il cranio da tali collisioni". I casuari si nutrono di frutti caduti e di conseguenza trascorrono molto tempo sotto gli alberi dove i semi, talvolta delle dimensioni di palline da golf o più grandi, cadono da altezze di anche 30 metri; la cresta a forma di cuneo potrebbe proteggere la testa dell'uccello deviando i frutti che cadono.
È stato anche ipotizzato che le creste abbiano un ruolo nella ricezione del suono o nella comunicazione acustica. Ciò è legato alla scoperta che almeno il casuario di Bennett e il casuario australiano producono suoni a frequenza molto bassa, che aiutano questi uccelli a comunicare nella fitta foresta pluviale. La vocalizzazione a "boom" prodotta dai casuari è il richiamo di uccello con la frequenza più bassa registrata ed è al limite inferiore dell'udito umano. Un'ulteriore ipotesi proposta come funzione della cresta è quella di raffreddamento del cranio, come per le creste delle faraone.
Si ritiene che la vita media dei casuari selvatici sia di circa 40-50 anni.

## Tassonomia
Il genere Casuarius fu eretto dallo scienziato francese Mathurin Jacques Brisson nella sua Ornithologie pubblicato nel 1760. La specie tipo è il casuario australiano (Casuarius casuarius). Il naturalista svedese Carl Linnaeus aveva introdotto il genere Casuarius nella sesta edizione del suo Systema Naturae pubblicato nel 1748, ma Linneo abbandonò il genere nell'importante decima edizione del 1758 e unì il casuario meridionale con lo struzzo comune e il nandù comune nel genere Struthio. Poiché la data di pubblicazione della sesta edizione di Linneo era precedente al punto di partenza del 1758 della Commissione internazionale per la nomenclatura zoologica, Brisson, anziché Linneo, è considerato l'autore del genere.
I casuari (dal malese kasuari) fanno parte del gruppo dei ratiti, che comprende anche emù, nandù, struzzi e kiwi, nonché gli estinti moa e gli uccelli elefante. Sono riconosciute tre specie esistenti e una estinta:
| Specie di Casuari                                      | Specie di Casuari | Specie di Casuari                                                                             |
| Nome comune e binomiale                                | Immagine          | Distribuzione                                                                                 |
| ------------------------------------------------------ | ----------------- | --------------------------------------------------------------------------------------------- |
| Casuario australiano (Casuarius casuarius)             |                   | Nuova Guinea meridionale, Australia nord- orientale e Isole Aru, principalmente nelle pianure |
| Casuario di Bennett (Casuarius bennetti)               |                   | Nuova Guinea, Nuova Britannia e Yapen, principalmente negli altopiani                         |
| Casuario uniappendicolato (Casuarius unappendiculatus) |                   | Nuova Guinea settentrionale e occidentale e Yapen, principalmente nelle pianure               |
| †Casuario pigmeo (Casuarius lydekkeri)                 |                   | Fossili risalente al Pleistocene del Nuovo Galles del Sud e Papua Nuova Guinea                |

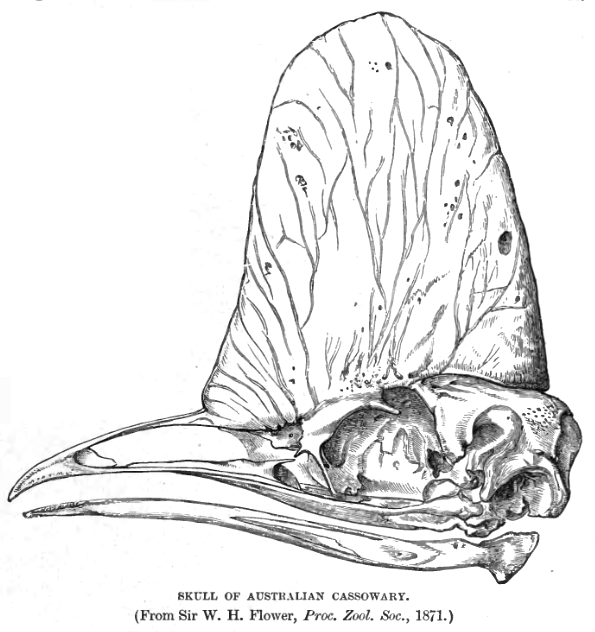
Illustrazione del cranio

La maggior parte delle autorità scientifiche considera monotipica la classificazione tassonomica riportata qui di sopra, tuttavia sono state descritte diverse sottospecie di ciascuna specie e alcune di esse sono state persino suggerite come specie separate, come ad esempio C. (b) papuanus. Il nome tassonomico C. (b) papuanus potrebbe anche aver bisogno di essere rivisto per Casuarius (bennetti) westermanni. La convalida di queste sottospecie si è rivelata difficile a causa di variazioni individuali, legate all'età, scarsità di campioni, la stabilità degli esemplari (la pelle chiara della testa e del collo — la base della descrizione di diverse sottospecie — svanisce negli esemplari nel corso della vita) e la pratica antica di scambiare casuari vivi, alcuni dei quali probabilmente fuggiti o introdotti deliberatamente in altre regioni lontane dal loro habitat d'origine.
La storia evolutiva dei casuari, così come quella di tutti i ratiti, non è ben nota. Dall'Australia è stata segnalata una specie fossile, ma per motivi di biogeografia questa identificazione non è certa, e tali fossili potrebbero appartenere invece ad Emuarius, che era un emù primitivo simile al casuario.
Si ritiene che tutti i ratiti provenissero originariamente dal supercontinente Gondwana, che si separò circa 180 milioni di anni fa. Gli studi dimostrano che i ratiti hanno continuato ad evolversi dopo questa separazione nelle loro controparti moderne.

## Biologia
La parte principale della dieta dei casuari è costituita da frutta ma comprende anche insetti e piccoli animali.

### Riproduzione
Tra luglio e settembre inizia il periodo degli amori: la femmina si accoppia con più maschi deponendo una covata da tre a cinque uova (di color verde pallido con un caratteristico guscio granulare) per ciascuno. Come accade per lo struzzo africano, nei casuari è il maschio che cova le uova e si prende cura dei pulcini (che presentano un piumaggio striato) per i loro primi nove mesi di vita.
Il maschio di casuario è un uccello molto protettivo verso i suoi pulcini: esso li difende con il grosso sperone che si trova sulle sue zampe.
Il nido del casuario è posizionato sovente nel sottobosco, ai piedi degli alberi ed è costituito da una bassa depressione, a volte imbottita con poche erbe e foglie cadute.

## Distribuzione e habitat
Abitano la parte nord-orientale dell'Australia, le Molucche e la Nuova Guinea.
Popolano le zone più fitte delle foreste pluviali e tropicali standosene nascosti per buona parte della giornata.